# Giuliana Pinelli
Giuliana Pinelli (1924) è stata un'attrice italiana, interprete nel cinema degli anni quaranta.

## Biografia
Il suo esordio sullo schermo avviene nel 1944 nel film Fiori d'arancio di Hobbes Dino Cecchini in un ruolo minore.
L'ultimo film in cui appare è Cani e gatti di Leonardo De Mitri del 1952.

## Filmografia
- Fiori d'arancio, regia di Hobbes Dino Cecchini (1944)
- Ogni giorno è domenica, regia di Mario Baffico (1946)
- La mano della morta, regia di Carlo Campogalliani (1949)
- Cani e gatti, regia di Leonardo De Mitri (1952)

### Doppiatrici
- Rosetta Calavetta in Fiori d'arancio
- Paola Veneroni in Ogni giorno è domenica